# Renzo De Alexandris
Renzo De Alexandris in arte De Alex (Asti, 13 febbraio 1914 – Asti, 6 agosto 2008) è stato un pittore italiano.

## Biografia
Nato ad Asti il 13 febbraio 1914, cominciò prestissimo a evidenziare spiccate doti nel disegno e nell'uso del colore.
Autodidatta per la pittura ad olio, Renzo Vercelli, gli insegnò la tecnica dell'acquerello e delle tempere, mentre impara da solo la tecnica della pittura ad olio.
Cominciò la sua attività come decoratore, dipingendo i fondali e le scenografie per il teatro di San Pietro.
Diplomato all'istituto artistico nel 1950,  continuò a dipingere come dilettante, iscrivendosi nel 1951 alla Società Promotrice delle Belle Arti di Asti, di cui divenne anche tesoriere.
Nel 1957 dipinse la pergamena per la posa della prima pietra della chiesa di San Domenico Savio di Asti.
Dal 1961 al 1975 partecipò assiduamente a mostre collettive regionali e nazionali, ottenendo premi e riconoscimenti da critici importanti.
Nel 1981 il quadro “San Paolo” venne scelto con altri per essere esposto nell'ingresso laterale della  chiesa di San Paolo di Asti, e venne citato dalla rivista “JESUS”.
Le personali del 1988 e 1994 presso il palazzo della provincia di Asti, riscossero un notevole successo, perché le sue opere raffiguravano scorci ed aspetti quotidiani della città ormai scomparsi, ma rimasti vivi nella memoria dell'artista.
Le riproduzioni fotografiche dei 100 quadri della serie " Asti, come ti ricordo...” vennero esposte in Australia, presso la sede della Comunità Piemontese di Adelaide.
Molte sue opere si trovano in collezioni pubbliche e private.
Oltre alla sua passione pittorica, si impegnò anche nel sociale, fondando il "Circolo anziani del Fortino", nel Borgo San Pietro e fu un attivo sostenitore dell'associazione Amici Ca.Ri. che fornisce la propria opera di volontariato presso le case di riposo.
Muore ad Asti, nella notte tra il 5 ed il 6 agosto del 2008, all'età di 94 anni, dopo una lunga malattia anche dovuta all'avanzata età per la vecchiaia, assistito dalle figlie, sorelle e nipoti del pittore. Nel maggio del 2009 per ricordarlo, si è tenuto presso l'Archivio di Stato di Asti, un'antologia con oltre una trentina delle sue opere più famose, che raffiguravano la città con le sue innumerevoli sfaccettature, intitolata "Asti come ti ricordo", riprendendo dal titolo della mostra che si svolse nel 1994 nella sede di Palazzo Mazzetti.

## Temi pittorici
Nella lunga carriera artistica di Renzo De Alexandris i motivi ispiratori furono soprattutto due: i paesaggi del nostro Monferrato e Asti ai tempi della sua infanzia.
Dipinse pochi ritratti; i volti di alcuni famigliari e due Santi (San Paolo e San Fedele), dipinti secondo l'iconografia classica. Il ritratto non fu tra i suoi temi preferiti, ma nel ritrarre l'artista dà prova della sua consumata abilità.
Qualunque sia il soggetto, i quadri di De Alexandris si caratterizzano per la scelta sapiente delle inquadrature, per la predilezione di colori caldi, per lo studio della luce e del contrasto, per quei particolari che risalgono a un preciso ricordo o emozione del pittore.
Col tempo la pennellata diventò più decisa, a volte sostituita dalla spatola.
I quadri della raccolta “Asti, come ti ricordo”,  sono frutto di anni di riflessione, di studio, di ricerca, di prove, per riuscire a dipingere opere che riecheggiassero non solo i ricordi personali, ma l'atmosfera di un'epoca in cui la città, il borgo, erano il palcoscenico della vita, con le sue stagioni di vita e di morte, di festa e di lavoro, di colori, di silenzi, di pace e di guerra...
Questi quadri sono caratterizzati da una cornice nera, qua e là strappata: il quadro è un'immagine che appare da uno squarcio della memoria.

## Principali mostre e riconoscimenti
È stato membro dell'Accademia Tiberina di Roma ed è citato sulla rivista internazionale S.B.A. - (Dizionario Biografico degli Artisti).
- 1931 – Riceve ad Asti il Premio Fulgor: medaglia d'oro
- 1961 – Partecipa a varie mostre collettive in provincia di Asti: Crea, Portacomaro, Canelli, Agliano 	L'amministrazione comunale di Canelli acquista un suo quadro.
- 1963 – Prima personale nella Saletta della Promotrice di Belle Arti di Asti e riceve il 1º premio a Canelli
- 1965 – Seconda personale alla Saletta della Promotrice di Belle Arti di Asti e partecipa alla Mostra Nazionale Gemellaggio Lazio Piemonte organizzata ad Asti
- 1966 – Partecipa alla mostra di pittura estemporanea di Govone, ricevendo il Premio dell'Amministrazione Provinciale. Riceve la Medaglia d'Argento alla Mostra Nazionale Arti figurative di Padova
- 1967 – Partecipa alla Mostra Sociale organizzata dalla Società Promotrice di Belle Arti di Asti. Riceve il primo premio a Montaldo Scarampi. Partecipa alla Mostra di Pittura Govone 1967 e riceve la Coppa dell'Amministrazione Comunale di Cuneo
- 1968 - Partecipa alla rassegna degli artisti di Asti  “Ji astesan”, a Torino nelle sale delle mostre dell'Istitituto Bancario S. Paolo, organizzata dalla Società Promotrice di Belle Arti di Asti. Riceve una Medaglia d'Oro ed il Trofeo a Portacomaro.
- 1969 – Vince la medaglia d'argento alla Mostra Nazionale di Pittura “Il covone d'oro” a Govone d'Alba
- 1970 – Espone alla I Mostra Primavera della Società Promotrice di Belle Arti
- 1970 – Riceve ad Asti la medaglia d'oro della Camera di Commercio. Riceve a Roccaverano la medaglia d'oro con coppa d'Argento
- 1971 – 1º premio a Calosso. Partecipa alla Mostra di Arti Figurative di Montafia. A Costigliole d'Asti riceve il Premio acquisto della Cassa di Risparmio
- 1972 – Alla Mostra Arti figurative di Montegrosso d'Asti riceve la medaglia d'oro. Partecipa alla “Mostra Concorso di Pittura” del Comune di Piovà Massaia, vincendo il primo premio relativo al tema libero.
- 1973 – A Montegrosso d'Asti vince la medaglia d'oro
- 1975 - Riceve il premio medaglia d'oro alla “Quarta Mostra Internazionale Città di Asti”, svoltasi presso la Galleria “Il Timone”di Asti
- 1976 – Personale alla galleria “Il Timone”
- 1986 venne insignito del titolo di Cavaliere della Repubblica.
- 1988 – Personale al Palazzo della Provincia intitolata “Asti come ti ricordo”
- 1994 – Seconda personale intitolata “Asti come ti ricordo”, presso Palazzo Mazzetti